# Boulder Dash-XL
Boulder Dash-XL est un jeu vidéo d'action et de labyrinthe développé par Catnip Games et sorti en 2011 sur Windows, Xbox 360 et iOS. Il sort également sur Nintendo 3DS sous le titre Boulder Dash-XL 3D.
Il fait partie de la série Boulder Dash.

## Accueil
- Jeuxvideo.com : 8/20 (3DS)[1]